# RoB

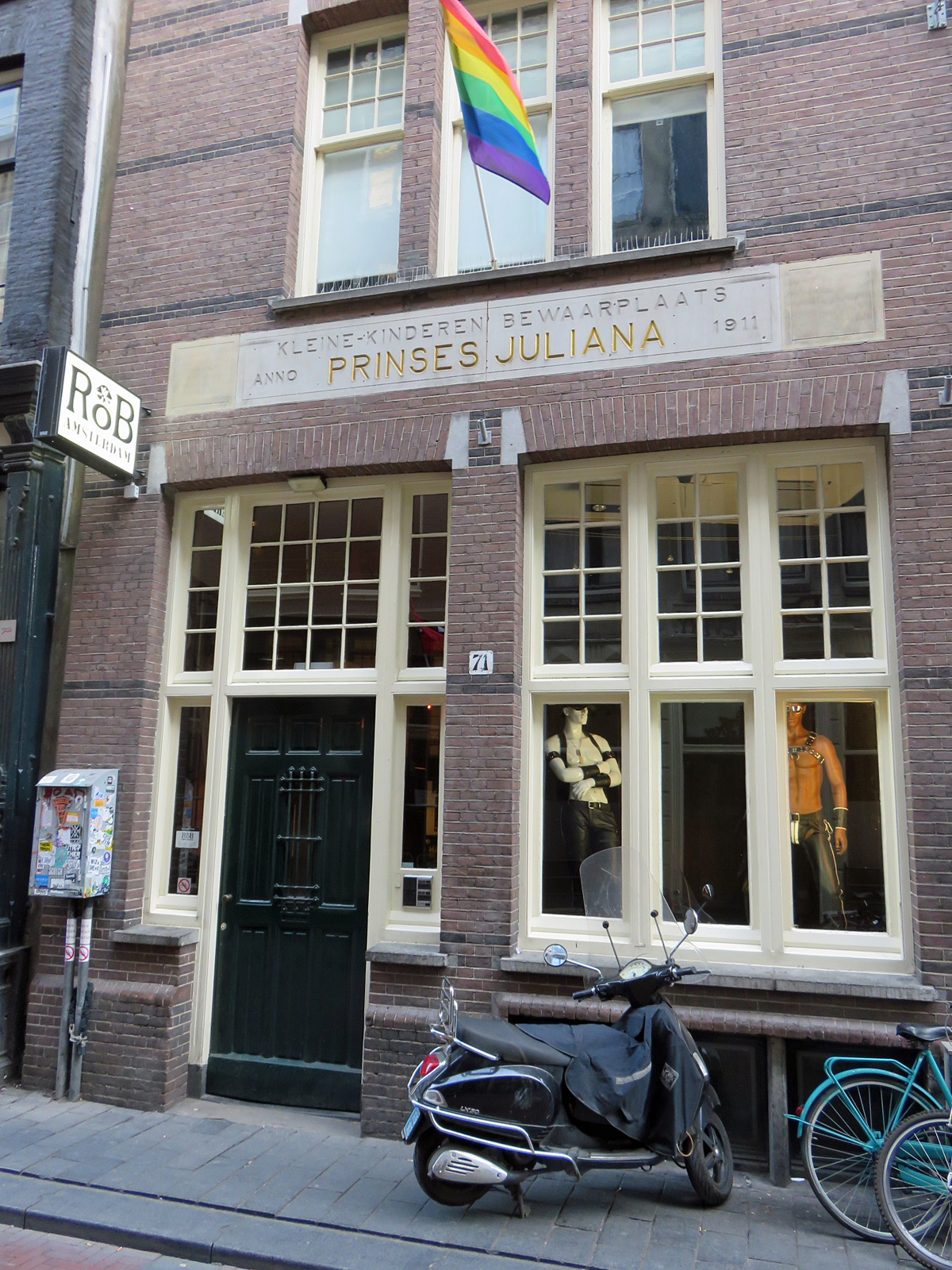
De winkel van RoB Amsterdam aan de Warmoesstraat 71, hier in 2019

RoB is een winkelketen gespecialiseerd in leren kleding en accessoires en is hierbij specifiek gericht op homoseksuele mannen met een leerfetisj. De hoofdvestiging is in Amsterdam in de buurt Oudezijde. Een tweede filiaal is gevestigd in Berlijn in het stadsdeel Schöneberg, beide buurten staan bekend om de diverse homohoreca-uitgaansgelegenheden en de plaatselijke leerscene.

## Oprichting
Rob Meijer (1933-1991) geldt als de oprichter van RoB. Reeds in de jaren '70 begon hij met het maken en verkopen van leren broeken. De door Meijer vervaardigde broeken waren dusdanig in trek dat hij een zaak heeft geopend aan de Rozengracht te Amsterdam. Sindsdien is de zaak een aantal keren verhuisd binnen Amsterdam.
- 1975 - Rozengracht 234
- 1978 - Weteringschans 273
- 1988 - Weteringschans 253
- 2008 - Warmoesstraat 71

Na het overlijden van Meijer in 1991 is het bedrijf overgenomen door ondernemer Martijn Bakker die eveneens eigenaar was van het Amerikaanse leermagazine Drummer.

## Homo-emanciapatie
In de jaren '70 en '80 van de 20e eeuw was RoB Amsterdam en het daarbij behorende RoB Gallery een voorvechter in de homo-emancipatie in Nederland. In de Gallery werden exposities georganiseerd van beeldende kunstenaars die zich specialiseerde in homo-erotische kunst. De Finse illustrator Tom of Finland had in 1978 zijn tweede Europese expositie in RoB Gallery.

## Vestigingen

### RoB-vestigingen in Europa en Noord-Amerika
De Amsterdamse vestiging heeft altijd gegolden als de hoofdvestiging. Vanaf de jaren '90 zijn er enige tijd ook vestigingen geweest in: Londen, Manchester, San Francisco, Parijs en New York. Deze vestigingen zijn allen verdwenen en vanaf 2024 bestaan enkel nog de vestigingen in Amsterdam en Berlijn.

### Berlijn
Het filiaal in Berlijn begon in 2004 aan Fuggerstraße 19 tot en met september 2022. Daarna is de Berlijnse vestiging vast onderdeel van de firma RoB zelf geworden en is sindsdien gevestigd aan de Motzstraße 25.